# آتیه
آتیه دنیز، در ۲۲ نوامبر ۱۹۸۸ در شهر برمن آلمان متولد شد. بیشتر دوران کودکی خود را در کشورهای آلمان، ترکیه و آمریکا به سر برد. او هنر را در CKE در حالی که او در هلند زندگی می‌کرد مطالعه کرد، و درس خوانندگی را در برمن یادگرفت. این هنرمند تحصیلات متوسطه خود را در آلمان تمام کرد و در سال ۲۰۰۸ به‌طور دائم به ترکیه نقل مکان کرد و هنوز هم آموزش آواز خود را با Askin Metiner (آموزگار باریتون از دولت اپرا و باله آواز) ادامه می دهد .
اولین آلبوم او Gözyaşlarım (اشک) در سال ۲۰۰۷ تولید شد، وقتی که آتیه دنیز تنها ۱۷ سالش بود. این آلبوم شامل اشعار ترکی و انگلیسی بود، و او در مدت بسیار کوتاهی آمار بسیار بالای بازدید یوتیوب را با اولین ویدئو خود Don't Think(فکر نکن) بدست آورد. او در سال ۲۰۰۷ جایزه بهترین و پر رونق‌ترین هنرمند زن در کرال تی وی و ویدئو و جوایز موسیقی را با این ویدئو به دست آورد.
آلبوم دوم آتیه دنیز به نام Atiye (آتیه) توسط Iskender Paydaş اسکندر پایداش تولید و در ژانویه ۲۰۰۹ منتشر شد. اولین ویدئو کلیپ آلبوم Muamma معمّا و دومین کلیپ آن Salla (لرزش) نام دارد که به سرعت رتبه یک را در موسیقی تلویزیونی و لیست‌های رادیویی کسب کرد. چهارمین ویدئو کلیپ آلبوم که Kal (ماندن) نام داشت که آن را با Teoman
تئومان دو نفری اجرا کردند. این ویدئو از طریق اینترنت به نقاط بالا در لیست قانونی صحنه‌های موسیقی ترقّی کرد و موسیقی تیتراژ یکی از سریال‌های تلویزیونی بسیار محبوب در این دوره شد.

## آلبوم‌ها
- "Gözyaşlarım"، «اشک»، ۲۰۰۷
- "Atiye"، «آتیه»، ۲۰۰۹
- "Budur"، «این»، ۲۰۱۱
- "Bring Me Back"، «من را به گذشته برگردان»، ۲۰۱۲
- "Soygun Var"، «سرقت هست»، ۲۰۱۳
- "Come To Me"، «بیا پیش من»، ۲۰۱۵
- "(Abrakadabra , (single"، «سخن نامفهوم، اجی مجی لا ترجی»، ۲۰۱۵
- "(İnşallah Canım Ya , (single"، «انشاءالله عزیزم»، ۲۰۱۶
- "Zamansız Aşklar"، «عشق‌های بی موقع»، ۲۰۱۷

## موزیک ویدئوها
- "Don't Think" = فکر نکن
- "Muamma" = معمّا
- "Salla" = لرزش
- "Kal" = بمون
- "Dondurma" = بستنی
- "İstemem Değişmesin" = تغییر نمی خواههم
- "Batum Türküsü" = آهنگ باتومی
- "Budur" = این است
- "Güzelim" = خوشگلم
- "Bring Me Back" = مرا برگردان
- "Soygun Var" = دزدی هست
- "Ya Habibi" = ای دوستم
- "Yetmez" = کافی نیست
- "Sor" = بپرس
- "Uyan Da Gel" = بیدار شو بیا
- "Abrakadabra" = سخن نامفهوم-اجی مجی لا ترجی
- "Kalbimin Fendi" = حیلهٔ قلبم
- "İnşallah Canım Ya" = انشاءالله عزیزم
- "Maazallah" = پناه بر خدا
- "Zamansız Aşklar" = عشق‌های بی موقع
- "Hisset" = حس کن

## فیلم‌ها
- "Bana Git De" = به من بگو برو

## جوایز
| سال  | جایزه                                  | دسته                              | نتیجه    |
| ---- | -------------------------------------- | --------------------------------- | -------- |
| ۲۰۰۷ | جایزه موزیک ویدئو KRAL TV              | بهترین هنرمند                     | برنده    |
| ۲۰۰۹ | جوایز مجلّه سیاست                       | دوئت سال (Kal)                    | برنده    |
| ۲۰۰۹ | جوایز موسیقی MTV اروپا                 | بهترین هنرمند ترک                 | نامزدشده |
| ۲۰۱۰ | جوایز موسیقی رادیو Boğaziçi            | بهترین ترانه (Salla)              | برنده    |
| ۲۰۱۰ | جوایز بائر                             | هنرمند زن سال                     | برنده    |
| ۲۰۱۰ | جوایز بائر                             | ترانهٔ سال (Salla)                 | برنده    |
| ۲۰۱۰ | جایزهٔ طلای پروانه Altin Kelebek        | بهترین هنرمند                     | برنده    |
| ۲۰۱۱ | جایزه‌های TRT Muzik                     | بهترین هنرمند زن                  | نامزدشده |
| ۲۰۱۱ | جوایز موسیقی MTV اروپا                 | بهترین خواننده ترک                | برنده    |
| ۲۰۱۴ | جایزهٔ استایل Elle                      | ستاره موسیقی زن                   | برنده    |
| ۲۰۱۵ | مدال هواپیمای آبی موسسات آموزشی بالکان | بهترین بازیگر موسیقی سال          | برنده    |
| ۲۰۱۶ | جوایز Dilek.4 دانشگاه YEDITEPE         | بهترین تک ترانه سال (Abrakadabra) | برنده    |